# Аміфаон
Аміфаон (також Амітаон; дав.-гр. Ἀμυθάων; грец. Αμυθάονας) — персонаж давньогрецької міфології з Пілосу, син Кретея і Тіро, брат Ферета і Есона, дядько Ясона.
Коли після смерті Кретея його прийомний син Пелій узурпував трон Іолка. Аміфаон і Ферет вирушили у вигнання і заснували місто Фері. Від своєї племінниці Ідоменеї, дочки Ферета, Аміфаон мав синів Біанта і Мелампода й дочок Еолію і Перімену, які були здатними до ясновидіння.
Аміфаон після повернення Ясона з походу аргонавтів за золотим руном разом з Феретом підтримав його в претензіях на трон Іолка. Його згадують серед тих діячів, які відновили Олімпійські ігри. Деякі джерела вважають, що частину Еліди називали на його честь Аміфаонією.